# British Fortitude (schip, 1937)
De British Fortitude (Britse Standvastigheid) was een Brits motortankschip van 8.482 ton, dat tijdens de Tweede Wereldoorlog door een aanval van een Duitse onderzeeboot bijna tot zinken werd gebracht.

## Geschiedenis
De British Fortitude werd gebouwd en voltooid in april 1937 bij Laird Cammell & Co Ltd, Birkenhead, met als eigenaar British Tanker Co. Ltd, Londen, met aldaar haar thuishaven. Ze voer samen met konvooi UC-1 vanuit Barry, Wales, op 30 januari 1943, via Swansea - Milford Haven naar Curaçao. Ze had een 59-koppige bemanning en was geladen met ballast.
Het schip ging bijna verloren op 23 februari 1943 om 22.17 uur, toen de U-202 onder bevel van Günter Poser een spreidschot afvuurde van vier torpedo's naar het konvooi UC-1. De eerste torpedo sloeg in op het Nederlandse tankschip Murena en de tweede op de British Fortitude in positie 31°10’ N. en 27°30’ W. Beide tankers konden hun reis, in een beschadigde toestand, voortzetten. De derde torpedo miste een doel en de laatste torpedoinslag was op het tankschip Empire Norseman, dat reeds door de U-382 onder bevel van Herbert Juli was beschadigd en later door een fatale torpedotreffer van de U-558 van Kptlt. Günther Krech, tot zinken werd gebracht. De British Fortitude had gelukkig geen slachtoffers aan boord. De British Fortitude kwam op 8 maart nog in Guantánamo aan, en werd later hersteld in Galveston (Texas), en terug ingezet voor konvooidiensten in mei 1943.

## Naoorlogse periode
In 1957 werd de British Fortitude omgedoopt tot Anglian Fortitude, voor de BP Tanker Co.  Het tankschip werd in augustus 1958 in het Belgische Burcht gesloopt.